# Камышенка (Табунский район)
Камышенка — село в Табунском районе Алтайском крае, в составе Алтайского сельсовета. Основано в 1911 году.
Население — 240 (2013)

## Физико-географическая характеристика
Село расположено на западе Табунского района в Кулундинской степи, являющейся частью Западно-Сибирской равнины, близ государственной границы с Республикой Казахстан, на высоте 134 метра над уровнем моря. Рельеф местности — равнинный, село окружено полями. Распространены каштановые почвы.
По автомобильным дорогам расстояние до административного центра села Алтайское составляет около 27 км, до районного центра села Табуны — около 30 км.
Климат
Климат умеренный континентальный (согласно классификации климатов Кёппена-Гейгера — тип Dfb). Среднегодовая температура положительная и составляет +2,0° С, средняя температура самого холодного месяца января − 17,2 °C, самого жаркого месяца июля + 20,6° С. Многолетняя норма осадков — 288 мм, наибольшее количество осадков выпадает в июле — 52 мм, наименьшее в феврале и марте — по 12 мм
Часовой пояс
Камышенка, как и весь Алтайский край, находится в часовой зоне МСК+4. Смещение применяемого времени относительно UTC составляет +7:00.

## Население
| 1926 | 1980 | 1987 | 1997 | 1998 | 1999 | 2000 | 2001 | 2002 | 2003 |
| ---- | ---- | ---- | ---- | ---- | ---- | ---- | ---- | ---- | ---- |
| 324  | ↗394 | ↗457 | ↗475 | ↘461 | ↗485 | ↗519 | ↘426 | ↘407 | ↘403 |
| 2004 | 2005 | 2006 | 2007 | 2008 | 2009 | 2010 | 2011 | 2012 | 2013 |
| ↗420 | ↘415 | ↘384 | ↘371 | ↘355 | ↘342 | ↘288 | ↗289 | ↘260 | ↘240 |

## История
Основано в 1911 году (по другим данным — в 1913 году) переселенцами из Поволжья. До 1917 — в составе Славгородской волости Барнаульского уезда Томской губернии. Лютеранский приход Томск-Барнаул.